# Holger Tappe
Holger Tappe (Hannover, 1 de desembre de 1969) és un director i productor alemany de cinema d'animació.

## Trajectòria
Holger Tappe va completar la seva formació al Col·legi de Fotografia de Berlin Lette-Verein i després va estudiar disseny per a nous mitjans a la Universitat de Ciències Aplicades de Hannover. Entre altres coses, va dirigir anuncis. Després, amb Stefan Mischke, va fundar la companyia de producció de cinema Ambient Entertainment i va produir i dirigir el primer llargmetratge CGI Back to Gaya el 2004 den ersten CGI-Spielfilm, produït a Alemanya. Des del 2018 s'ha vinculat a Mack Animation.

## Filmografia
- 2004: Back to Gaya
- 2006: Urmel aus dem Eis
- 2008: Urmel voll in Fahrt
- 2010: Konferenz der Tiere
- 2012: Das Geheimnis von Schloß Balthasar
- 2013: Tarzan
- 2015: Das Zeitkarussell
- 2017: Happy Family